# Província de Tiaret
La província o wilaya de Tiaret (amazic: ⴰⴳⴻⵣⴷⵓ ⵏ ⵜⵉⵀⴻⵔⵜ; àrab: ولاية تيارت, wilāyat Tiyārit) és una província o wilaya d'Algèria.
La seua capital és Tahert. Compta amb 14 districtes i 42 municipalitats.